# Profeti di Bajor
I Profeti di Bajor, o semplicemente Profeti (in inglese Prohets), anche detti alieni del tunnel spaziale (in inglese wormhole aliens), sono delle entità aliene dell'universo fantascientifico di Star Trek. Appaiono per la prima volta nella serie televisiva Star Trek: Deep Space Nine e sono un elemento centrale della religione dei Bajoriani. Secondo il credo religioso bajoriano, i Profeti sono gli dei protettori e le guide del popolo di Bajor.

## Storia
I Profeti vivono all'interno del tunnel spaziale bajoriano, in un continuum spaziotemporale differente, in cui il tempo non è una dimensione lineare. Riescono a passare nel nostro universo attraverso il tunnel spaziale bajoriano, conosciuto anche come Tempio Celeste, e per comunicare talvolta utilizzano dei cristalli, che sono venerati dai Bajoriani. Sono soliti comunicare con i loro interlocutori ricreando immagini di ambienti e persone a loro familiari.

## Cristalli dei Profeti
Noti anche come Lacrime dei Profeti, i cristalli sono artefatti mistici appartenenti alla religione bajoriana. Negli ultimi 10.000 anni sono stati scoperti nove di questi cristalli, tutti della stessa forma che ricorda una clessidra terrestre e tutti con una forte carica di energia. Secondo la religione bajoriana questi cristalli rappresentano un messaggio da parte dei Profeti. Tutti i cristalli, tranne uno, sono stati portati via da Bajor durante l'occupazione cardassiana.
- Cristallo della Profezia e del Cambiamento. È il terzo cristallo, l'unico rimasto su Bajor dopo la razzia dei Cardassiani. Ha permesso a Benjamin Sisko di rivivere alcune esperienze del suo passato[1]. L'esposizione a questo cristallo deve essere approvata dall'Assemblea dei Vedek, anche se in pochi si sono sottoposti a questa formalità[2].
- Cristallo della Saggezza. Il Grande Nagus Zek è entrato in possesso di questo cristallo grazie ad alcuni contatti su Cardassia III[3] e l'ha restituito ai Bajoriani nel 2371.
- Cristallo del Tempo. È stato restituito ai Bajoriani dal governo cardassiano nel 2373[4] ed è custodito nel tempio Iponu[5].
- Cristallo della Contemplazione. Nel 2374 un Pah-wraith si è fuso con questo cristallo provocando l'oscuramento di tutti gli altri cristalli e la chiusura del wormhole[6].
- Cristallo dell'Emissario[7]. Il più misterioso di tutti i cristalli, è stato ritrovato da Sisko nel 2375 sul pianeta Tyree. Una volta aperto il contenitore del cristallo, tutti gli altri sono tornati a emettere energia, e il tunnel spaziale ha ripreso a funzionare[8].

## I Pah-wraith
Sono gli antagonisti dei Profeti e, come loro, sono entità aliene. Un tempo vivevano nel tunnel spaziale con i Profeti ma, essendo entità malvagie, ne furono cacciati venendo imprigionati in alcune grotte di Bajor; gli scritti sacri di Bajor parlano di loro, ma il tempo li ha relegati a metà strada tra una leggenda e una favola per spaventare i bambini. Fanno la loro prima comparsa nella quinta stagione di Star Trek: Deep Space Nine nella quale si impossessano del corpo di Keiko O'Brien nel tentativo, poi non riuscito, di distruggere dalla stazione il campo di forze che li tiene imprigionati.
Secondo gli scritti sacri, è previsto un "giorno del giudizio" in cui Pah-wraith e Profeti si affronteranno in uno scontro tra Bene e Male; ciò avverrà sulla stazione Deep Space Nine, ma il compimento delle sacre scritture non avverrà a causa dell'interferenza esterna del capo religioso bajoriano, la Kai Winn.
Il culto dei Pah-wraith avrà un inaspettato successo quando uno di loro verrà liberato da Gul Dukat, che verrà posseduto dall'entità e provocherà l'apparente distruzione dei Cristalli; ciò farà precipitare nella disperazione i Bajoriani, poiché pensano di essere stati abbandonati dai Profeti e inizieranno ad adorarli. Nonostante il culto dei Profeti riprenda vigore in seguito alla riattivazione dei Cristalli da parte di Benjamin Sisko Dukat fonda una sua setta con diversi Bajoriani come seguaci, ma i suoi comportamenti egoistici e ipocriti lo smaschereranno; non pago, si travestirà da bajoriano e sedurrà la Kai Winn affinché usi il testo sacro del Kosst Amojan, dove sono contenute le istruzioni per liberare i Pah-wraith dalla prigionia inflitta loro dai Profeti.